# Roi de cœur
Le roi de cœur est une carte à jouer.

## Caractéristiques
Le roi de cœur fait partie des jeux de cartes utilisant les enseignes françaises et allemandes (ou il est nommé Herzkönig). En France, on le retrouve dans les jeux de 32 cartes, de 52 cartes et de tarot. Un roi et un cœur, il s'agit d'une figure.
De façon générale, le roi de cœur est la plus forte carte des cœurs ou suit immédiatement l'as de cœur ; à la belote, au pinochle (en), au soixante-six et autres jeux du même genre, l'as et le dix de cœur sont plus forts que le roi. La carte précède la dame de cœur dans les jeux aux enseignes françaises, l'Ober de cœur dans les jeux aux enseignes allemandes.
Dans les autres variétés régionales de jeux de cartes, l'équivalent du roi de cœur est le roi de coupe (enseignes latines) ou de rose (enseignes suisses, Rosenkönig).
Le roi de cœur est appelé « barbu » dans le jeu du même nom, ancienne version du jeu de la dame de Pique. Au Nain jaune, le roi de cœur est l'une des cinq cartes pour laquelle une mise est attribuée (avec le sept de carreau, le dix de carreau, le valet de trèfle et la dame de pique).

## Représentations
Comme les autres figures, le roi de cœur représente un personnage, typiquement un homme en costume associé à l'Europe des XVIe et XVIIe siècles et portant barbe, moustache et couronne. Les représentations régionales du roi de cœur, si elles sont relativement similaires, diffèrent néanmoins significativement sur les détails.
Dans les cartes vendues en France, le roi de cœur est un homme à la barbe et aux cheveux blancs descendant sur la nuque. Son visage est légèrement tourné vers la droite de la carte. Ses habits sont rouges, bleus et noirs. Il tient une épée dans sa main droite, verticalement. Les figures des cartes françaises sont à portrait double, symétriques par rapport à la diagonale, et le roi de cœur suit cette représentation. 
Dans les cartes anglaises, souvent utilisées au poker, le visage du roi de cœur est tourné vers la gauche ; il est le seul roi à ne pas porter de moustache et dont les deux mains sont visibles (conduisant à quatre mains dessinées, du fait de la symétrie de la carte). Ses habits sont rouges, jaunes et noirs. Sa main droite est posée sur sa poitrine et il tient une épée dans sa main gauche ; celle-ci est levée, horizontalement, et disparaît derrière sa tête : seule la garde est visible. Cet aspect donne l'impression que le personnage se plante l'épée dans le crâne, ce qui conduit à son surnom de « suicide king » (« roi suicidaire ») en anglais. Le motif de la manche de la main tenant l'épée ressemblant à celui de la dame de pique, celle-ci est parfois créditée de ce meurtre apparent. Le dessin actuel est plutôt la conséquence de plusieurs siècles de copies, souvent imparfaites, du dessin original,.
Les cartes allemandes utilisant les enseignes françaises représentent le roi le visage légèrement tourné vers la gauche de la carte ; sa main gauche tient verticalement une épée pointée vers le haut, sa main droite un orbe. Dans les cartes aux enseignes allemandes, le roi de cœur est représenté de face, tenant un sceptre dans la main gauche.
Les cartes italiennes faisant usage des enseignes françaises représentent le roi de cœur de diverses façons. Dans les jeux génois et piémontais, il ressemble fortement au portrait français. Le jeu lombard le représente le visage légèrement tourné vers la gauche et un peu penché, tenant un sceptre dans sa main gauche. En Toscane, il est représenté de plain-pied avec un habit blanc, rouge et vert ; sa main gauche tient un sceptre, sa main droite est posée sur une table, bloquant un parchemin.
Si la variante indique la valeur des cartes dans les coins, celle du roi de cœur est reprise en rouge par l'initiale du mot dans la langue correspondante (« R » pour « roi » en français, « K » pour König en allemand et « king » en anglais, « К » pour « Король » en russe, etc.).
De façon unique, chacune des figures des cartes françaises porte un nom, inscrit dans un coin, dont l'origine et la signification sont incertaines,. Le roi de cœur est appelé « Charles », possible référence à Charlemagne (comme pour les trois autres rois, une iconographie qui pourrait être issue du thème des Neuf Preux) ou à Charles VII.

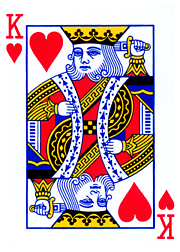
Roi de cœur, portrait anglais, jeu de poker.
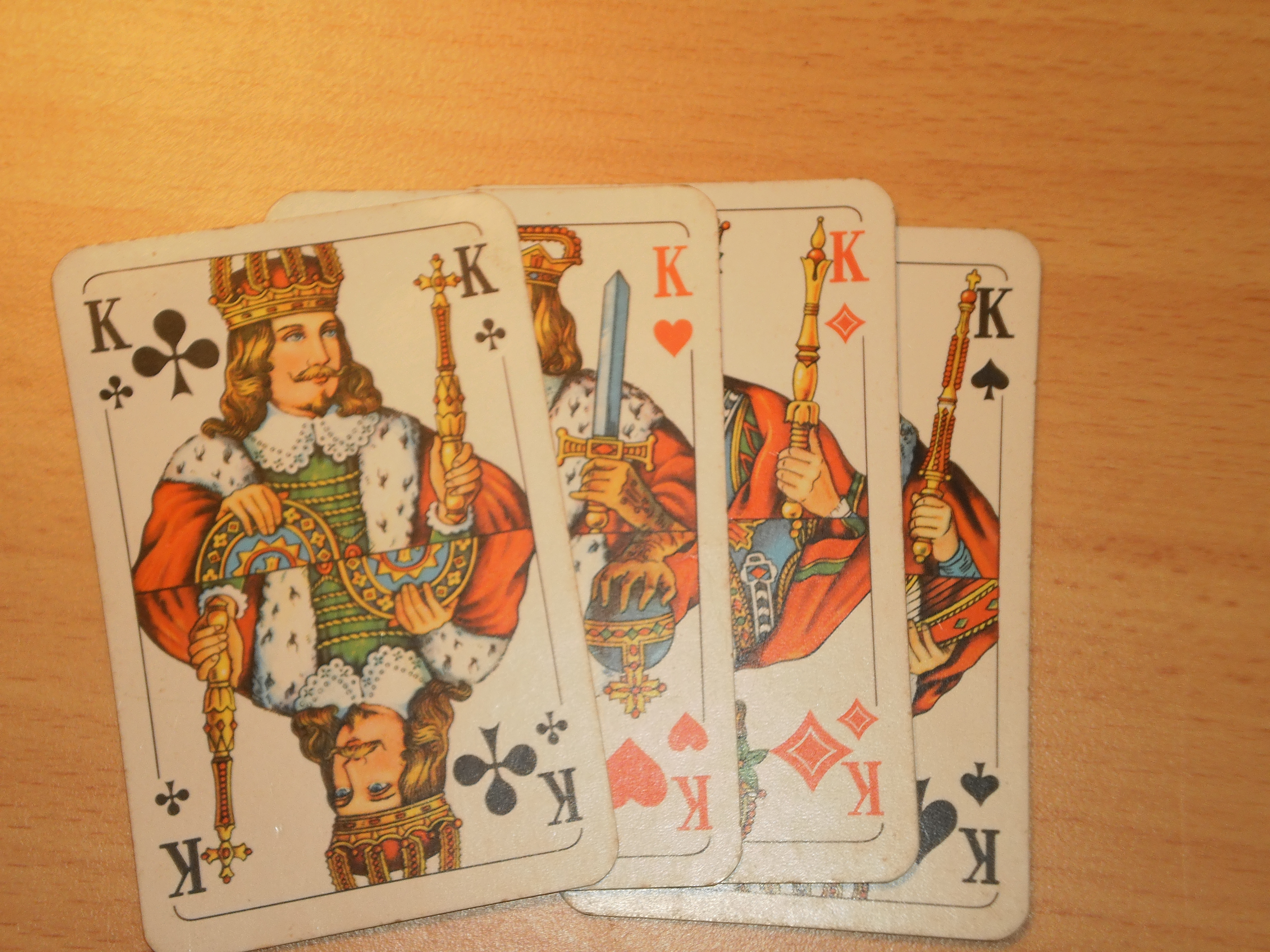
Quatre rois, portrait allemand, jeu de Skat.
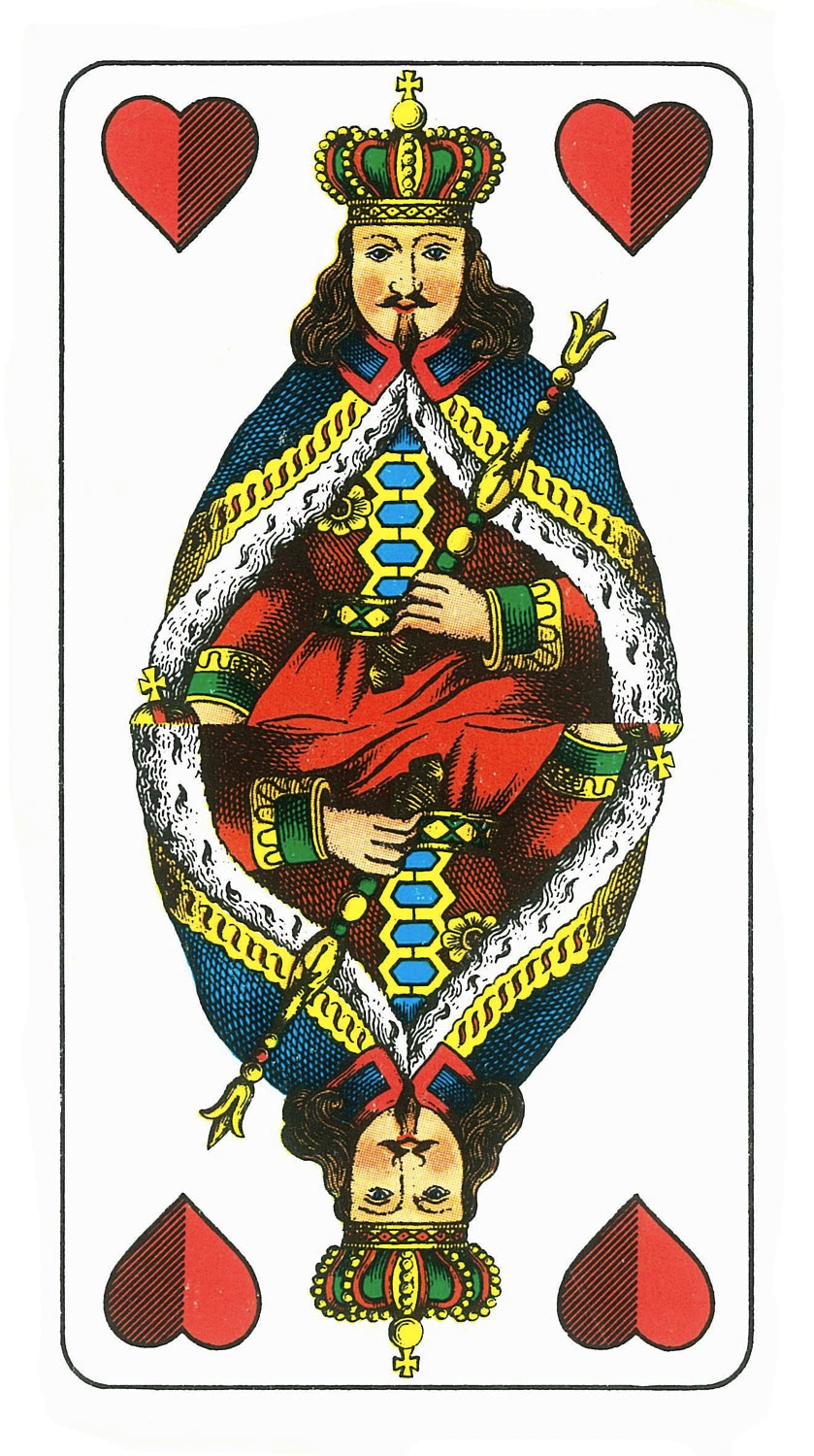
Roi de cœur, enseignes allemandes.
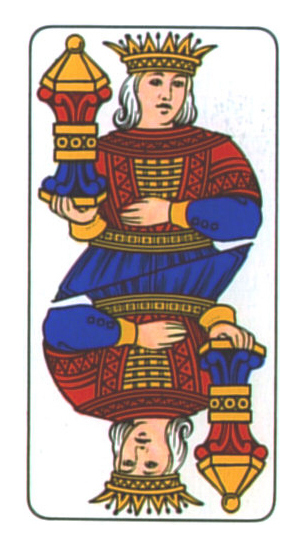
Roi de coupe d'un jeu de Bergame ; le roi de cœur dériverait de ce type de carte.

## Historique
Les premières cartes à jouer éditées en Europe ne comportent aucune des enseignes rencontrées dans les jeux français contemporains. Les enseignes latines (bâtons, deniers, épées et coupes) sont probablement adaptées des jeux de cartes provenant du monde musulman,. Les enseignes françaises sont introduites par les cartiers français à la fin du XVe siècle, probablement par adaptation des enseignes germaniques (glands, grelots, feuilles et cœurs). Les enseignes françaises procèdent d'une simplification des enseignes précédentes, permettant une reproduction plus aisée (et donc un moindre coût de fabrication). L'enseigne de cœur est reprise des enseignes germaniques, mais fortement simplifiée. Les cœurs français dériveraient ainsi des coupes latines.
Les figures des premiers jeux de cartes européens sont le roi, le cavalier et le valet ou fantassin (« fante » en italien). Si ces deux dernières figures diffèrent suivant les variétés régionales, le roi est généralement conservé.
En France, sous la Terreur (1793-1794), les rois sont remplacées par des génies. La carte correspondant au roi de cœur personnifie ainsi la guerre.

## Informatique
Le roi de cœur fait l'objet d'un codage dédiée dans le standard Unicode : U+1F0BE, « 🂾 » (cartes à jouer) ; ce caractère sert également pour le roi de coupe.